# Digital News Initiative
Digital News Initiative és un projecte de Google en col·laboració amb importants editorials de mitjans europees per a donar suport al periodisme d'alta qualitat a Europa a través de la tecnologia i la innovació. Digital News Initiative té com a objectiu, per exemple, estendre's a altres mitjans de rellevància, però també que qualsevol persona involucrada en l'àmbit del periodisme digital a Europa en pugui formar.

Els projectes presentats a Digital News Initiative van des de l'anàlisi de dades en temps real, passant per plataformes on els periodistes poden crear els seus propis bots per a interactuar amb la seva audiència a les xarxes socials, fins a noves formes de creació de vídeo de forma eficient i sense costos de producció elevats, o eines per a identificar contingut local d'interès periodístic, entre d'altres.

## Característiques
La DNI té com a objectiu estendre's a altres mitjans de rellevància, i ho farà en tres àmbits fonamentalment:
- Desenvolupament de productes: cercarà la creació de nous productes, com ara publicitat, vídeo, aplicacions, coneixement i anàlisi de dades, periodisme remunerat, entre d'altres; per a incrementar els ingressos, el tràfic i la participació dels grups d'audiència.

- Suport a la innovació: Google destinarà 150 milions d'euros per a projectes que demostrin noves formes de pensar en la pràctica del periodisme digital. Qualsevol persona, empresa emergent o tecnològica podrà sol·licitar aquests fons d'acord amb les bases que s'estableixin.
- Formació i recerca: Google comptarà amb personal especialitzat amb seu a París, Hamburg i Londres per a treballar amb sales de redacció sobre habilitats digitals i establirà aliances amb organitzacions periodístiques.[3]